# Liste des préfets des Vosges
Liste des préfets des Vosges depuis la création du département. Le siège de la préfecture est à Épinal.
Poulain de Granprey, premier préfet des Vosges, fut membre de la Convention.

## ConsulatetPremier Empire
| Période         | Période         | Identité                                  | Fonction précédente                                                               | Observation |
| --------------- | --------------- | ----------------------------------------- | --------------------------------------------------------------------------------- | --- |
| 2 mars 1800     | 23 janvier 1801 | Henri-Zacharie Desgouttes (1762-1834)     | Banquier Député extraordinaire de la République genevoise à Paris (1796)          | Commissaire des relations commerciales en Suède Maire de Mirmande en Dauphiné (1814) Préfet de la Drôme (Cent-Jours) |
| 23 janvier 1801 | 28 juillet 1803 | Jean-Baptiste-Antoine Lefaucheux (baron)  | Préfet de la Vendée                                                               | Devient député des Vosges au Corps législatif (Premier Empire)                                                       |
| 29 octobre 1803 | 11 avril 1814   | Louis-Alexandre Himbert de Flégny (baron) | Député à la Convention nationale Membre du Conseil des Anciens Membre du Tribunat | Nommé préfet de Tarn-et-Garonne pendant les Cent-Jours mais refuse le poste                                          |

## Première Restauration
| Période    | Période      | Identité                               | Fonction précédente                                                                    | Observation |
| ---------- | ------------ | -------------------------------------- | -------------------------------------------------------------------------------------- | --- |
| avril 1814 | mai 1814     | Nicolas François Bruillard (1764-1837) |                                                                                        | conseiller de préfecture des Vosges, préfet provisoire |
| 2 mai 1814 | 20 mars 1815 | Casimir Guyon de Montlivault (comte)   | Officier d'artillerie Intendant général de la Maison de l'Impératrice Joséphine (1811) | Quitte son poste aux Cent-Jours ; nommé préfet de l'Isère (14 juillet 1815) Préfet du Calvados (17 octobre 1816, démissionnaire le 1er août 1830) Conseiller d'État en service extraordinaire (1816) Gentilhomme de la Chambre du roi de France (1822) |

## Cent-Jours
| Période      | Période         | Identité                                                     | Fonction précédente                                                                    | Observation |
| ------------ | --------------- | ------------------------------------------------------------ | -------------------------------------------------------------------------------------- | ----------- |
| 6 avril 1815 | 14 juillet 1815 | Jean-François de Cahouet (chevalier, 16 octobre 1782 - 1836) | Capitaine d'artillerie Auditeur au Conseil d'État Préfet de la Haute-Loire (1810-1814) |             |

## Seconde Restauration
| Période           | Période           | Identité | Fonction précédente                                                                                     | Observation                                                           |
| ----------------- | ----------------- | --- | --- | --------------------------------------------------------------------- |
| 14 juillet 1815   | 27 juin 1823      | Antoine-Jean-Amédée Boula de Coulombiers (3 juin 1785 - 21 novembre 1852)                                     | Maître des requêtes, membre de la commission du sceau, attaché au comité des finances du Conseil d'État | Reste Maître des requêtes ; élu député des Vosges en 1828             |
| 27 juin 1823      | 7 avril 1824      | François-de-Sales-Marie-Joseph-Louis d’Estourmel (comte, 1783-1853)                                           | Préfet d'Eure-et-Loir                                                                                   | Nommé préfet de la Manche                                             |
| 7 avril 1824      | 3 mars 1828       | Pierre-Louis-Nicolas de Meulan (30 janvier 1767 -6 juin 1832)                                                 | Sous-préfet de Fontainebleau                                                                            | Passe à la retraite                                                   |
| 3 mars 1828       | 14 septembre 1829 | Claude-Élisabeth Nau de Champlouis (baron, Paris 24 septembre 1788 - Paris 25 février 1850)                   | Maître des requêtes                                                                                     | (1re période), devenu député des Vosges (1re période) , il démissonne |
| 25 septembre 1829 | 2 avril 1830      | Blaise-Joseph-Henri-Amédée Vernhette (vicomte, avocat, Montjaux 13 avril 1795 - Montpellier 13 décembre 1884) | Sous-préfet de Rambouillet                                                                              | Nommé préfet des Hautes-Pyrénées                                      |
| 2 avril 1830      | 10 août 1830      | Charles-Jean-Baptiste-Alphonse de Malartic                                                                    | Préfet de la Drôme                                                                                      | Nommé Préfet du Gers                                                  |

## Monarchie de Juillet
| Période           | Période          | Identité                                                                     | Fonction précédente        | Observation                                                                 |
| ----------------- | ---------------- | ---------------------------------------------------------------------------- | -------------------------- | --------------------------------------------------------------------------- |
| 10 août 1830      | 30 août 1830     | Claude-Élisabeth Nau de Champlouis (baron)                                   |                            | (2e période , nommé préfet du Bas-Rhin, puis Député des Vosges (2e période) |
| 14 septembre 1830 | 12 novembre 1835 | Henri Siméon (vicomte)                                                       | Membre du conseil d'État   | Nommé Préfet du Loiret                                                      |
| 12 novembre 1835  | 20 octobre 1838  | Alexis-Aimé-Joseph de Monicault (Lyon 27 novembre 1803 - Paris 25 mars 1875) | Préfet de l'Ariège         | Nommé Préfet de l'Eure                                                      |
| 20 octobre 1838   | 20 octobre 1838  | Jean-Baptiste Onfroy de Breville (1791-1851)                                 | Préfet de la Haute-Garonne | (sans suite) Nommé Préfet de la Somme                                       |
| 30 janvier 1839   | 29 mai 1839      | Jean Adrien Brun                                                             | Préfet de Lot-et-Garonne   | Renommé Préfet de Lot-et-Garonne                                            |
| 29 mai 1839       |                  | Nicolas-Jean-Marie Rougier de La Bergerie (baron)                            | Préfet de Lot-et-Garonne   | révoqué le 2 mars 1848, passe à la retraite                                 |

## Préfets et commissaires du gouvernement de la Deuxième République (1848-1851)
| Période         | Période      | Identité                                    | Fonction précédente                           | Observation                                                              |
| --------------- | ------------ | ------------------------------------------- | --------------------------------------------- | ------------------------------------------------------------------------ |
| 28 février 1848 | 20 mars 1848 | Léopold Turck                               | médecin                                       | Commissaire du Gouvernement, il démissionne; élu Représentant des Vosges |
| 20 mars 1848    | 17 mai 1848  | Félix-Arthur Ballon                         | avocat, journaliste                           | Commissaire du Gouvernement ; nommé préfet de Lot-et-Garonne             |
| 20 mars 1848    | 21 juin 1848 | Joseph-Antoine Quillot                      | notaire à Corcieux                            | Commissaire du Gouvernement continue notaire à Corcieux                  |
| 18 juin 1848    | sans suite   | Joseph Rigaudie dit Saint-Marc Rigaudie     | Commissaire du gouvernement de Lot-et-Garonne | Élu (1849) député de Dordogne                                            |
| 10 juillet 1848 | 8 avril 1853 | Pierre-Antoire-Eugène Regnault dit d'Epercy |                                               | Devient (1854) directeur principal des lignes télegraphiques             |

## Préfets du Second Empire (1851-1870)
| Période           | Période           | Identité                                     | Fonction précédente                       | Observation                                         |
| ----------------- | ----------------- | -------------------------------------------- | ----------------------------------------- | --------------------------------------------------- |
| 8 avril 1853      | 13 novembre 1857  | Léopold Bourlon de Rouvre                    | Préfet du Cantal                          | Nommé Préfet de Maine-et-Loire                      |
| 13 novembre 1857  | 19 septembre 1862 | Charles de La Guéronnière                    | Secrétaire Général de la Seine-Inférieure | Nommé Préfet de Saône-et-Loire                      |
| 19 septembre 1862 | 11 mars 1864      | Dieudonné de Lévezou de Vézins (vicomte de ) | Sous-préfet de Rambouillet                | Nommé préfet du Tarn (Famille de Lévezou de Vézins) |
| 11 mars 1864      | 4 août 1869       | Marquis Prosper de Fleury                    | Préfet du Lot                             | Passe à la retraite                                 |
| 4 août 1869       | 6 septembre 1870  | Charles Léon Grachet                         | Préfet de la Haute-Marne                  | Passe à la retraite                                 |

## Préfets de la Troisième République (1870-1940)
| Période           | Période           | Identité                                                                                       | Fonction précédente                                                                         | Observation |
| ----------------- | ----------------- | ---------------------------------------------------------------------------------------------- | ------------------------------------------------------------------------------------------- | --- |
| 6 septembre 1870  | 18 avril 1871     | Émile-Eustache George (1830-1903) doublé d'un préfet allemand, Karl Hermann Bitter (1813-1884) | Avocat à Épinal                                                                             | En 1871 aussi représentant des Vosges; sera (1876) Senateur                                                                  |
| 28 avril 1871     | 26 mai 1873       | Ernest-Gabriel Le Barbier de Blignières (1834-1900)                                            | Inspecteur des finances                                                                     | Nommé préfet de la Charente-Inférieure                                                                                       |
| 26 mai 1873       | 6 juin 1874       | Henry Darcy (1840-1926)                                                                        | Conseiller général de la Côte d'Or                                                          | Nommé préfet du Pas-de-Calais                                                                                                |
| 6 juin 1874       | 21 mars 1876      | Maurice Marie Achille de Foucault, baron (1839-1899)                                           | Sous-préfet du Havre                                                                        | Nommé Commissaire de surveillance des paquebots transatlantiques                                                             |
| 21 mars 1876      | 19 mai 1877       | Louis Oustry (1822-1888)                                                                       | Avocat                                                                                      | Sera préfet de la Dordogne                                                                                                   |
| 19 mai 1877       | 14 décembre 1877  | Gabriel-Pierre-Édouard-Marie Ouvré de Saint-Quentin (1846-1926)                                | Secrétaire général de l'Eure                                                                | Démissionne |
| 18 décembre 1877  | 8 janvier 1887    | Paul-Henri-Gustave Boegner (1845-1918)                                                         | Sous-préfet de Saint-Dié                                                                    | Nommé préfet du Loiret |
| 8 janvier 1887    | 8 mars 1890       | Pierre-Élie Gentil (1852-1911)                                                                 | Secrétaire général de la Haute-Garonne                                                      | Nommé Directeur du personnel et du secrétariat                                                                               |
| 9 mars 1890       | 16 novembre 1895  | Eugène Chrysostome Fosse (1852-1935)                                                           | Sous-préfet de Reims                                                                        | Nommé préfet de la Marne |
| 16 novembre 1895  | 7 novembre 1899   | Léon Guérin (d) (1850-1899)                                                                    | Préfet de l'Allier                                                                          | Mort en fonction |
| 31 décembre 1899  | 5 septembre 1904  | Georges-Émile Tallon (1860-1919)                                                               | Sous-préfet de Fontainebleau                                                                | Conseiller de préfecture de la Seine                                                                                         |
| 5 septembre 1904  | 23 mars 1906      | Eugène Allard (1856-1957)                                                                      | Sous-préfet de Douai                                                                        | Nommé préfet de la Haute-Loire                                                                                               |
| 23 mars 1906      | 26 juillet 1906   | Jules-Adrien-Jean Bonhoure (1860-1929)                                                         | Préfet de la Haute-Loire                                                                    | Gouverneur des colonies, gouverneur de la Réunion                                                                            |
| 30 juillet 1906   | 20 octobre 1911   | Pierre Charles Causel (1863-1925)                                                              | Sous-préfet de Verdun                                                                       | Nommé préfet de la Vienne |
| 20 octobre 1911   | 1er août 1914     | Georges Antoine Maxime François (1864-1922)                                                    | Préfet de la Drôme                                                                          | Nommé préfet du Cher |
| 1er août 1914     | 13 août 1918      | Pierre Linarès (1867-1940)                                                                     | préfet de l'Allier                                                                          | Nommé préfet de l'Hérault |
| 13 août 1918      | 23 mai 1919       | Jean-Marie René Laporte (1873-?)                                                               | Préfet de l'Ariège                                                                          | raison de santé |
| 23 mai 1919       | 1er août 1919     | Marie-Charles-Émile Vallette (1869-1956)                                                       | Préfet du Doubs                                                                             | Nommé directeur de l'assistance et de l'hygiène publique                                                                     |
| 1er août 1919     | 4 juin 1921       | Gaston Simon Jean Marie Rouvier (1869-1950)                                                    | Inspecteur général                                                                          | Redevient Inspecteur général                                                                                                 |
| 4 juin 1921       | 12 avril 1923     | Pierre Paul André Magre                                                                        | Préfet du Tarn                                                                              | Nommé préfet de Meurthe-et-Moselle                                                                                           |
| 12 avril 1923     | disponibilité     | René Raoul Strauss (1866-1929)                                                                 | Directeur du Cabinet du ministre de l'hygiène, de l'assistance et de la prévoyance sociales | disponibilité : directeur du cabinet et du personnel auprès du S.S.E. chargé des ports, de la marine marchande et des pêches |
| 12 avril 1923     | 28 août 1924      | Robert Victor Henri Mireur (1878-?)                                                            | Préfet de l'Aude                                                                            | Nommé préfet des Basses-Pyrénées                                                                                             |
| 28 août 1924      | 26 juin 1927      | Armand Alexandre Poivert (1868-1934)                                                           | Préfet de la Dordogne                                                                       | Passe à la retraite |
| 14 juin 1927      | 28 mai 1929       | Charles Eugène Victor Vatrin (1873-1938)                                                       | Préfet de la Drôme                                                                          | préfet du Finistère |
| 28 mai 1929       | 30 décembre 1930  | Henri Léopold Pierre Chaumet (1889-1960)                                                       | Préfet du Lot, détaché dans les fonctions de C.A.C. du préfet de police                     | Directeur du personnel au ministère de l'intérieur                                                                           |
| 6 janvier 1931    | 4 juin 1932       | Émile Edouard Bollaert (1890-1978)                                                             | Préfet de la Haute-Marne                                                                    | Directeur du Cabinet du président du conseil Édouard Herriot                                                                 |
| 13 octobre 1932   | 22 septembre 1934 | Maurice Louis Théodore Mathieu (1880-1968)                                                     | Préfet des Hautes-Pyrénées                                                                  | Nommé préfet des Basses-Pyrénées                                                                                             |
| 22 septembre 1934 | 9 juillet 1937    | Jean Antoine Léon Agard (1887-1967)                                                            | Préfet du Territoire de Belfort                                                             | Nommé préfet du Haut-Rhin |
| 9 juillet 1937    | 14 novembre 1941  | Paul Dupuy (1884-1942)                                                                         | Préfet de l'Ariège                                                                          | Nommé Trésorier-payeur général de l'Aveyron                                                                                  |

## Préfets de Vichy (1940-1944)
| Période          | Période           | Identité                             | Fonction précédente                                    | Observation                                          |
| ---------------- | ----------------- | ------------------------------------ | ------------------------------------------------------ | ---------------------------------------------------- |
| 14 novembre 1941 | 19 août 1942      | André Auguste Parmentier (1896-1991) | Député                                                 | Nommé préfet de la Seine-Inférieure                  |
| 19 août 1942     | 14 mai 1944       | Albert René Daudonnet (1897-1962)    | Préfet de la Nièvre, sans suite Préfet délégué à Nancy | Arrêté et déporté le 14 mai 1944, rapatrié, retraite |
| 23 juin 1944     | 24 septembre 1944 | Julien Delannet (1887-1973)          | Préfet délégué à Laon                                  | Suspendu                                             |

## Préfets et commissaires de la République duGPRFet de la Quatrième République (1944-1958)
| Période           | Période           | Identité                                          | Fonction précédente | Observation |
| ----------------- | ----------------- | ------------------------------------------------- | --- | --- |
| 30 juin 1944      | 10 juin 1946      | Georges Nicolas René Robert Parisot (1897 - 1965) | Adjoint aux ingénieurs généraux de l'urbanisme pour la région de Nancy Prévu comme commissaire de la République de la région de Nancy, refusé par le Comité départemental de la Libération comme préfet et comme maire de Nancy | nommé préfet provisoire 30 juin 1944, recusé 24 août par le C.D.L. accepté 5 septembre, préfet délégué à partir du 24 septembre |
| 23 mars 1946      | 26 juillet 1950   | Robert-Hyacinthe-Jean Lécuyer                     | préfet de l'Orne délégué Ingénieur élève, adjoint, départemental et chargé des fonctions d'ingénieur en chef, du génie rural (1936-1944) ; résistant.                                                                           | délégué dans les fonctions de préfet des Vosges, puis 7 août 1946 maintenu dans les Vosges Passe à la préfecture du Morbihan    |
| 26 juillet 1950   | 21 septembre 1951 | Jean Paul Chapel                                  | Préfet de la Corrèze | Nommé préfet d'Indre-et-Loire                                                                                                   |
| 21 septembre 1951 | 25 avril 1957     | Marcel Ségaut                                     | Préfet de Lot-et-Garonne | En service détaché à la disposition du préfet de police                                                                         |
| 25 avril 1957     | 27 mai 1959       | Jean Paul Louis Canet                             | Préfet de Loir-et-Cher | Nommé préfet hors cadre. Sera (1960) préfet de la Vendée                                                                        |

## Préfets de la Cinquième République (depuis 1958)
| Période           | Période           | Identité                         | Fonction précédente                                                                                | Observation |
| ----------------- | ----------------- | -------------------------------- | -------------------------------------------------------------------------------------------------- | --- |
| 27 mai 1959       | 22 février 1961   | Lucien Carcassès                 | Conseiller technique au cabinet du ministre d'État Louis Jacquinot                                 | Sera (1960) préfet du département des Oasis                                                                           |
| 22 février 1961   | 19 septembre 1964 | Jean-Daniel Herrenschmidt        | Préfet du département de Constantine                                                               | Nommé préfet de l'Orne                                                                                                |
| 19 septembre 1964 | 25 janvier 1968   | Georges Gerbod                   | Préfet de la Nièvre                                                                                | Nommé Préfet du Gard                                                                                                  |
| 25 janvier 1968   | 31 décembre 1971  | Jean Antoine Joseph Faussemagne  | Préfet de la Drôme                                                                                 | Nommé préfet de la Corse                                                                                              |
| 31 décembre 1971  | 13 juin 1974      | Jacques Corbon                   | Préfet du Cantal                                                                                   | Nommé Secrétaire général de la région parisienne                                                                      |
| 13 juin 1974      | 25 avril 1977     | Louis Morel (haut fonctionnaire) | Directeur du Cabinet du préfet de la région parisienne                                             | Nommé préfet hors cadre, sera (1978) président de l'office public d'H.L.M. interdépartemental de la région parisienne |
| 25 avril 1977     | 27 avril 1978     | Robert Lamy                      | Préfet de la Réunion                                                                               | Nommé hors cadre. Sera (1979)) préfet de l'Aube                                                                       |
| 27 avril 1978     | 31 décembre 1980  | Gérard Prioux                    | Directeur du Cabinet du ministre de l'éducation René Haby                                          | Devient Président du conseil d'administration de l'office national d'immigration                                      |
| 31 décembre 1980  | 7 juillet 1983    | Hubert Blanc                     | Préfet des Hautes-Alpes                                                                            | Nommé préfet du Finistère                                                                                             |
| 7 juillet 1983    | 6 août 1985       | Clément Bouhin                   | directeur central de la sécurité publique                                                          | Nommé préfet des Pyrénées-Atlantiques                                                                                 |
| 6 août 1985       | 23 août 1986      | Yves Moures                      | Préfet d'Eure-et-Loir                                                                              | Nommé Préfet de Saône-et-Loire                                                                                        |
| 23 août 1986      | 22 décembre 1987  | Michel Lajus                     | Secrétaire général du Comité interministériel de la sécurité nucléaire                             | Nommé préfet du Cher                                                                                                  |
| 22 décembre 1987  | 3 octobre 1990    | Jacques Andrieu                  | Secrétaire général de la préfecture de la Moselle                                                  | Nommé préfet des Pyrénées-Atlantiques                                                                                 |
| 7 novembre 1990   | 22 décembre 1993  | François Bonnelle                | Préfet de la Corrèze                                                                               | Nommé préfet du Haut-Rhin                                                                                             |
| 22 décembre 1993  | 12 juin 1996      | Jean-Claude Tressens             | Préfet hors cadre                                                                                  | Nommé préfet hors cadre                                                                                               |
| 12 juin 1996      | 5 mai 1999        | Dominique Schmitt                | Préfet du Jura                                                                                     | Nommé préfet d'Indre-et-Loire                                                                                         |
| 9 juin 1999       | 5 mars 2003       | Michel Guillot                   | Directeur des transmissions et de l'informatique                                                   | Nommé préfet d'Indre-et-Loire                                                                                         |
| 26 mars 2003      | 7 décembre 2005   | Jacques Reiller                  | préfet hors cadre                                                                                  | Nommé préfet de la Charente-Maritime                                                                                  |
| 7 décembre 2005   | 23 mai 2007       | Patrice Molle                    | directeur de l'administration pénitentiaire                                                        | Nommé préfet hors cadre                                                                                               |
| 9 juillet 2007    | 10 décembre 2008  | Albert Dupuy                     | Préfet hors cadre directeur de cabinet du ministre de l'Emploi Jean-Louis Borloo(2006)             | Nommé préfet de l'Isère                                                                                               |
| 7 janvier 2009    | 28 septembre 2011 | Dominique Sorain                 | secrétaire général du ministère de l'agriculture, de l'alimentation, de la pêche et de la ruralité | Nommé préfet de l'Eure                                                                                                |
| 28 septembre 2011 | 23 janvier 2013   | Marcelle Pierrot                 | préfète du Tarn                                                                                    | Nommé préfète de la région Guadeloupe, préfète de la Guadeloupe, en outre représentante de l'État dans les collectivités de Saint-Barthélemy et de Saint-Martin. |
| 20 février 2013   | 18 février 2015   | Gilbert Payet                    | directeur des stages de l'Ecole nationale d'administration                                         | Nommé préfet de Saône-et-Loire                                                                                        |
| 18 février 2015   | 2 janvier 2018    | Jean-Pierre Cazenave-Lacrouts    | Préfet du Lot                                                                                      | |
| 2 janvier 2018    | 23 novembre 2020  | Pierre Ory                       | Préfet du Gers                                                                                     | |
| 23 novembre 2020  | 22 octobre 2022   | Yves Séguy                       | Secrétaire général de la préfecture du Bas-Rhin                                                    | |
| 22 octobre 2022   |                   | Valérie Michel-Moreau            | Préfète de l'Aveyron                                                                               | |